# Inga dominicensis
Inga dominicensis là một loài rau đậu thuộc họ Fabaceae.
Loài này chỉ có ở Dominica.